# Neope buckleyi
Neope buckleyi är en fjärilsart som beskrevs av Talbot 1947. Neope buckleyi ingår i släktet Neope och familjen praktfjärilar. Inga underarter finns listade i Catalogue of Life.